# Petunia Tupou
Petunia Tupou magistrada tongana, actual jueza de la Corte Suprema de Tonga desde 2022.

## Carrera
Tupou se graduó como abogada de la Universidad de Waikato en Nueva Zelanda en 1996. Ese mismo año fue admitida al Colegio de Abogados neozelandés, y un año más tarde, en 1997 en el tongano. En septiembre de 2015 fue nombrada cónsul honoraria de los Países Bajos ante el Reino de Tonga. También es presidenta de la Comisión de Radiodifusión de Tonga .
En abril de 2021 fue nombrada miembro de la junta de la Autoridad de Turismo de Tonga.
En septiembre de 2020 fue nombrada Consejera del Rey. En julio de 2022 fue nombrada jueza de la Corte Suprema de Tonga, en sustitución de Laki Niu. Prestó juramento el 1 de agosto, convirtiéndose en la segunda mujer en ser miembro del tribunal, tras 'Elisapeti Langi. Entre septiembre de 2023 y septiembre de 2024, ejerció de forma interina el cargo de jueza presidente de la Corte Suprema y de la Corte de Apelaciones.

## Honores
- Orden de la Corona de Tonga, Miembro (6 de julio de 2021).[9]